# 夸岱
夸岱（穆麟德轉寫：kūwadai），佟佳氏，漢軍正藍旗抬满洲镶黄旗人，清朝工部尚書。
曾祖父為明朝降將佟養真，祖父為正藍旗都統佟盛年。父親為一等公佟國綱。曾任內大臣。雍正五年七月己巳，接替綽奇，擔任工部尚書，后去世。由馬喇接任。著有《桐軒集》。

## 家庭
- 曾祖 (追)一等公佟養真。
- 祖父一等公佟圖賴。
- 父一等公佟國綱。
- 胞兄鄂伦岱（c.1660s-?），領侍衛內大臣，其子绥远城建威将军补熙。康熙三十三年（1694年）甲戌科进士法海 (清朝)（1671—1737），原任兵部尚書。
- 子榮靖公納穆圖，領侍衛內大臣、鑲黃旗漢軍都統。妻烏拉納喇氏，其父鑲黃旗滿洲、刑部尚書盛安，胞姊納喇氏嫁宗室弘晸（父贝子允禟，康熙帝第九子）。其：
  - 子嗣存。妻烏拉納喇氏（父镶白旗满洲、文華殿大學士查郎阿）。
  - 女稚心 (号天然主人)，嫁追封睿恪親王如松，著有《虚窗雅课集》、《寶善堂家訓》，其子睿恭親王淳穎。
- 女佟佳氏，嫁正黄旗汉军李據德，属正黄旗汉军诗人李锴家族；其堂兄福州將軍、鑲白旗漢軍都統李樹德，胞叔山東、安徽巡撫李鈵，姑母李氏嫁正黄旗满洲三等公馬佳氏諾敏（父一等忠達公圖海），祖父湖广总督李蔭祖，伯祖父浙江提督李顯祖（顺治帝赐名塞白理，授二等侍卫；继妻曹氏，其兄汉军旗、江宁织造曹寅、曹荃 (清朝)；曹荃之子曹頫，孙曹霑（曹雪芹)）。